# Oldenlandia
Oldenlandia es un género con 549 especies de plantas con flores del orden de las Gentianales de la familia de las Rubiaceae.

## Especies más conocidas
| - Oldenlandia adscenionis † - Oldenlandia aegialoides Bremek. - Oldenlandia affinis - Oldenlandia albonervia (Beddome) Gamble - Oldenlandia aretioides - Oldenlandia balfourii - Oldenlandia bicornuta - Oldenlandia cana Bremek. - Oldenlandia capensis - Oldenlandia cornata Craib - Oldenlandia corymbosa - Oldenlandia diffusa - Oldenlandia forcipistipula Verdc. - Oldenlandia galioides - Oldenlandia gibsonii - Oldenlandia glauca Blatter | - Oldenlandia lanceolata Craib - Oldenlandia lancifolia (Schumacher) DC. - Oldenlandia marcanii Craib - Oldenlandia microtheca (D.F.K.Schldl. & Cham.) DC. - Oldenlandia ocellata - Oldenlandia oxycoccoides Bremek. - Oldenlandia patula Bremek. - Oldenlandia polyclada (F.Muell.) F.Muell. - Oldenlandia pulvinata - Oldenlandia sieberi Baker - Oldenlandia spathulata - Oldenlandia tenelliflora - Oldenlandia thysanota (Halford) Halford - Oldenlandia umbellata - Oldenlandia uvinsae Verdc. |

## Taxonomía
Oldenlandia fue descrita por Carlos Linneo y publicado en Species Plantarum 1: 119, en el año 1753. La especie tipo es: Oldenlandia corymbosa L.
Etimología
El género fue nombrado en honor de la botánica danesa Henrik Bernard Oldenland (c.1663-1699).
Sinonimia
- Listeria Neck. (1790), opus utique oppr.
- Gerontogea Cham. & Schltdl. (1829).
- Gonotheca Blume ex DC. (1830).
- Edrastenia Raf.
- Edrastima Raf. (1838).
- Karamyschewia Fisch. & C.A.Mey. (1838).
- Stelmotis Raf. (1838).
- Dimetia Meisn. (1839).
- Stelmanis Raf. (1840).
- Theyodis A.Rich. (1848).
- Dyctiospora Reinw. ex Korth. (1851).
- Mitratheca K.Schum. (1903).
- Eionitis Bremek. (1952).
- Exallage Bremek. (1952).
- Thecorchus Bremek. (1952).
- Thecagonum Babu (1971).[4]